# Svazek měst a obcí Rakovnicka
Svazek měst a obcí Rakovnicka byl dobrovolný svazek obci dle zákona v okresu Rakovník, jeho sídlem byl Rakovník a jeho cílem byl celkový rozvoj mikroregionu. V době svého největšího rozkvětu sdružoval celkem 72 obcí a byl založen v roce 2003. 29. listopadu 2016 bylo na sněmu zbývajícími členskými obcemi rozhodnuto o zrušení svazku, ke 30. říjnu 2017 svazek zanikl.

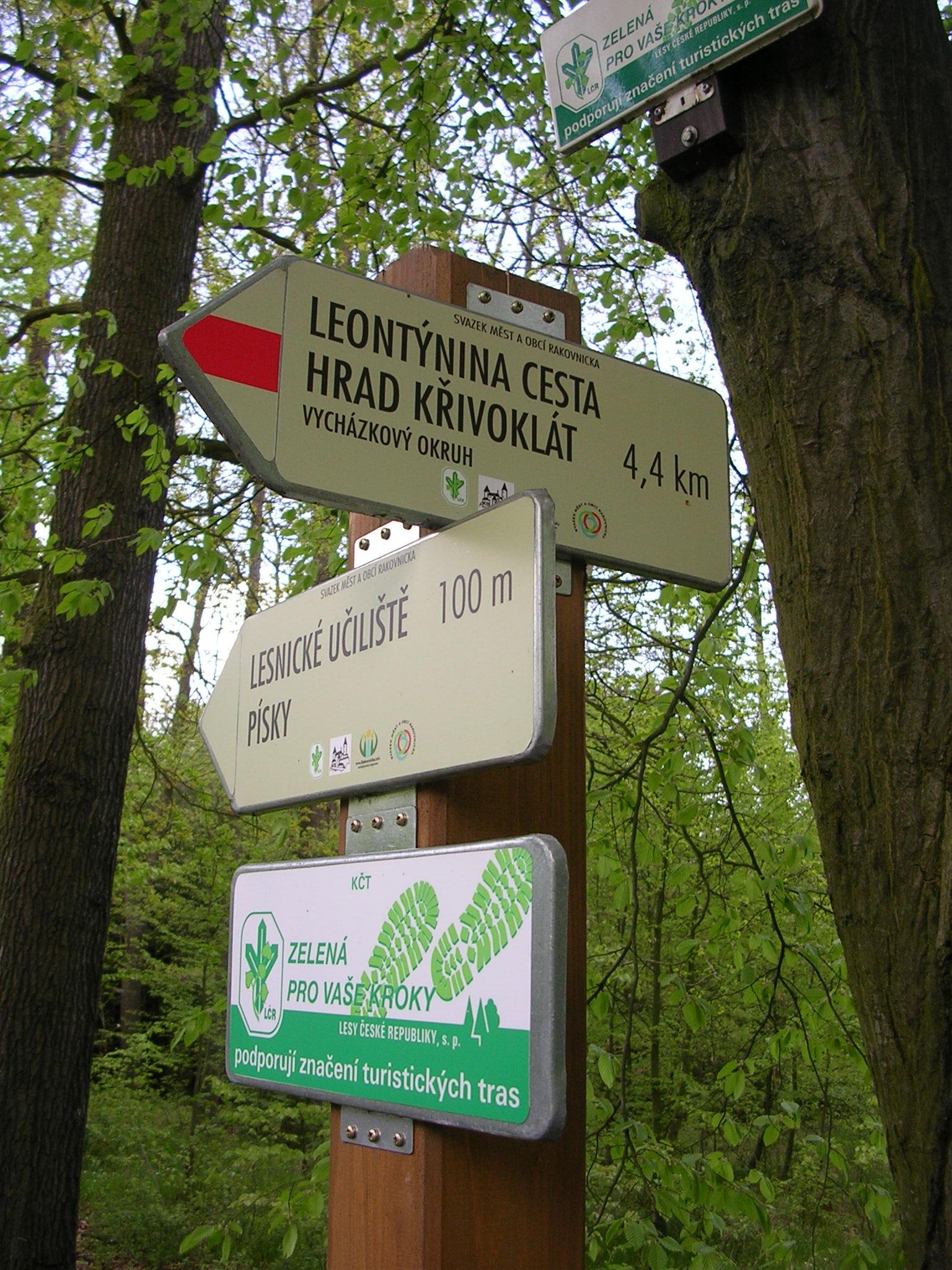
Turistické značení Svazku měst a obcí Rakovnicka je na Křivoklátsku doplňkem značených cest Klubu českých turistů

## Obce v minulosti sdružené v mikroregionu
- Břežany
- Čistá
- Děkov
- Drahouš
- Hořesedly
- Hořovičky
- Hřebečníky
- Hředle
- Chrášťany
- Janov
- Jesenice
- Kalivody
- Karlova Ves
- Kněževes
- Kolešov
- Kolešovice
- Kounov
- Kozojedy
- Krakov
- Krakovec
- Kroučová
- Krty
- Krupá
- Krušovice
- Křivoklát
- Lašovice
- Lišany
- Lubná
- Lužná
- Malinová
- Městečko
- Milostín
- Mšec
- Mšecké Žehrovice
- Mutějovice
- Nesuchyně
- Nezabudice
- Nové Strašecí
- Nový Dům
- Olešná
- Oráčov
- Panoší Újezd
- Pavlíkov
- Petrovice
- Pochvalov
- Příčina
- Přílepy
- Pšovlky
- Pustověty
- Račice
- Rakovník
- Roztoky
- Ruda
- Řeřichy
- Senec
- Senomaty
- Skryje
- Srbeč
- Svojetín
- Sýkořice
- Šanov
- Šípy
- Švihov
- Třeboc
- Třtice
- Václavy
- Velká Buková
- Velká Chmelištná
- Všesulov
- Všetaty
- Zavidov
- Zbečno